# Emsland Hillbillies

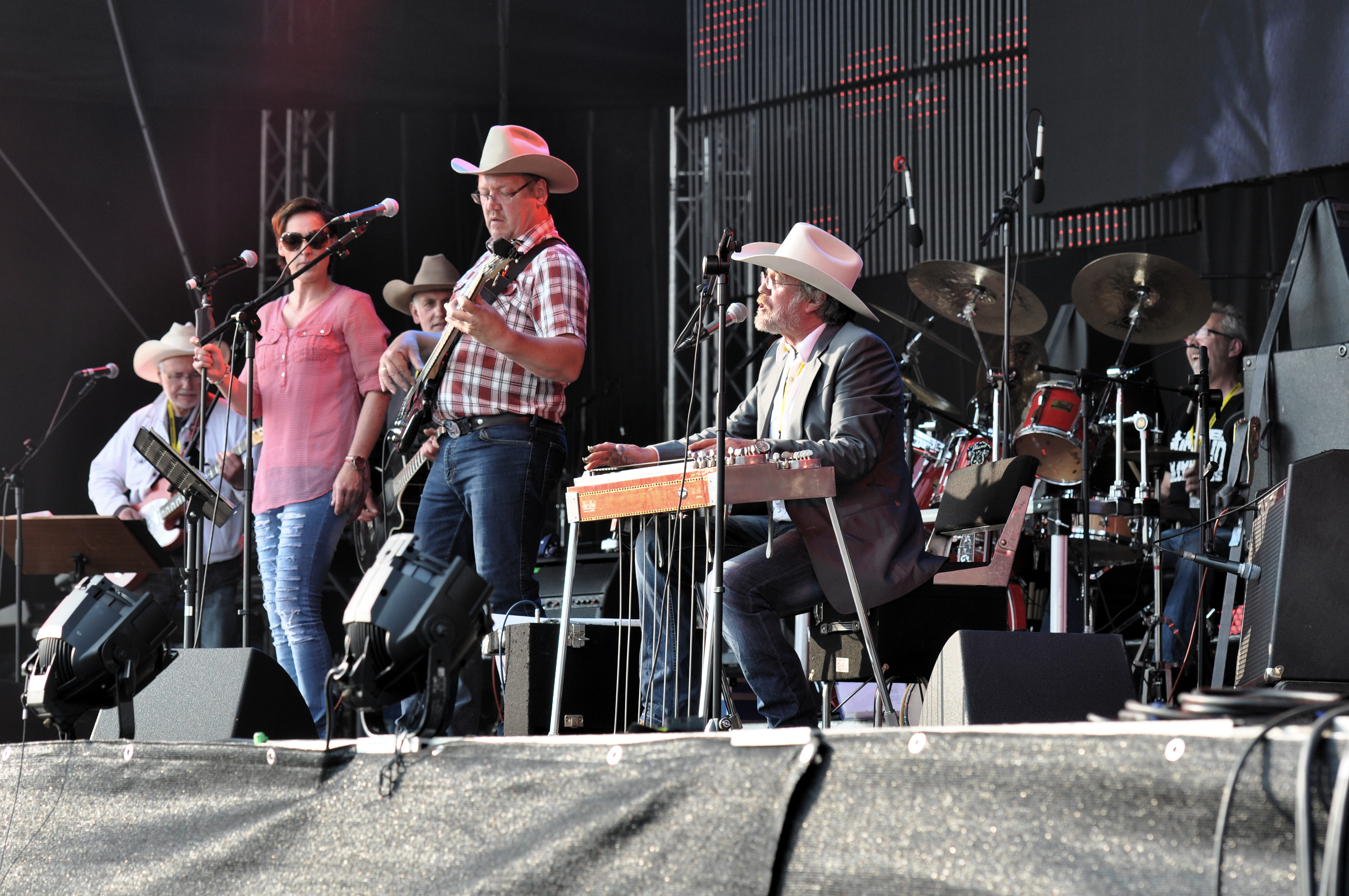
Die Emsland Hillbillies beim ADAC Truck Grand Prix 2013

Die Emsland Hillbillies sind eine Country-Band aus Aschendorf im Emsland, die 1973 von Hermann Lammers Meyer gegründet wurde und noch heute existiert.
Die Band erwies sich in den 1970er Jahren als Karriereschmiede für einige heute sehr bekannte ehemalige Bandmitglieder. Dies waren unter anderem bis 1975 Carl Carlton (Gitarre, Gesang, Schlagzeug), von 1975 bis 1976 Kralle Krawinkel, der spätere Gitarrist der Band Trio (Gesang, Gitarre), bis 1977 Horst Bösing (Piano, Keyboard), Detlef Wiedeke (Gitarre, Schlagzeug, Chor), die der Band in der Mitte der Siebziger einen mehr rockigen Stil verpassten. Später orientierte sich die Band unter Hermann Lammers Meyer und von 1976 bis 1986 auch unter Ulli Möhring mehr am traditionellen Country und an der amerikanischen Outlaw-Bewegung um Willie Nelson.
Der englische Begriff hillbilly bedeutet Hinterwäldler.